# Luvianos
Luvianos és un municipi de l'estat de Mèxic. Villa Luvianos és el cap de municipi i principal centre de població d'aquesta municipalitat. Aquest municipi és a la part nord-occidental de l'estat de Mèxic. Limita al nord amb el municipi de Otzoloapan, al sud amb Tejupilco, a l'oest amb Michoacán i a l'est amb Tejupilco.